# Frida Brygmann
Frida Hilarius Brygmann (* 11. September 1991 in Kopenhagen) ist eine dänische Musikerin und Schauspielerin.

## Leben
Frida Brygmann wuchs als Tochter des Schauspielers und Musikers Martin Brygmann und der Dramatikerin Line Knutzon (* 1965) gemeinsam mit einem älteren Bruder (* 1989) in Kopenhagen auf, wo sie bis heute lebt. Ihre Onkels sind die Schauspieler Lars Brygmann und Jens Brygmann. Ihre Cousine ist die Schauspielerin Karoline Brygmann.
Nach ihrem Schulabschluss absolvierte sie ab dem Jahr 2010 ein Musikstudium und eine Gesangsausbildung am Syddansk Musikkonservatorium in Odense. Sie war zunächst als DJ in verschiedenen Kopenhagener Clubs tätig. Gemeinsam mit Burhan G komponierte und sang sie den Titelsong Tinka für die im Dezember 2017 in Dänemark erstausgestrahlte Fernsehserie Tinkas Weihnachtsabenteuer. Der Song erreichte zunächst Platz 2 in den dänischen Charts. In den Jahren 2019 und 2022 stieg der Song erneut in die dänischen Charts ein und erreichte jeweils den ersten Platz. Seither veröffentlichte sie mehrere Songs im Bereich Rockmusik und Popmusik.
Brygmann, die nie eine professionelle Schauspielausbildung absolvierte, wirkte als Schauspielerin vor der Kamera bislang in mehreren Filmen und Fernsehserien mit. Sie ist auch als Drehbuchautorin aktiv.

## Filmografie
- 2009: Gepetto News
- 2018: Doggystyle
- 2020: Stikker (Fernsehserie, 12 Folgen)